# حسام حسن عبد البديع
حسام حسن لاعب كرة قدم مصري ، من ناشئي أكاديمية نادي الزمالك وطلائع الجيش ، لعب في صفوف نادي سموحة ثم انتقل بعدها للنادي الاهلي المصري ، حيث يلعب في مركز الهجوم.

ويعود سبب تسميته إلى خاله ؛ فهو الذي اختار تسميته حسام ليصبح اسمه الثنائي حسام حسن ؛ وقتها كان العميد حسام حسن متألقًا في منتخب مصر وكان مهاجم النادي الزمالك ومن أفضل لاعبي القارة الإفريقية.

## مسيرته الكروية

### بداياته
بدأ لعب الكرة في مركز شباب شبلنجة وهي قرية بمدينة بنها بلده ومسقط رأسه ، بعدها انتقل لأكاديمية نادي الزمالك ، وبعدها لناشئين نادي طلائع الجيش ، ثم تم تصعيده للفريق الأول في موسم 2012–2013.

### طلائع الجيش
بعد تصعيده للفريق الأول في موسم 2012–2013 ، لعب مع الفريق موسمين سجل خلالهما هدف وحيد كان أمام فريق الاتحاد السكندري في 30 أبريل 2013 في الجولة الثانية عشر من الدوري الممتاز.

### نادي الداخلية
انتقل لنادي الداخلية في موسم 2014–2015 ، وتألق في بداية الدوري الممتاز مع فريق الداخلية وأحرز العديد من الأهداف وكان له دور كبير في تصدر فريقه بطولة الدوري في الأسابيع الأولى.

### نادي سموحة
رغم تألقه مع الداخلية إلا أنه فضل الانتقال في فترة الانتقالات الشتوية في موسم 2015–2016 إلى نادي سموحة ؛ كخطوة هامة في مشواره مع كرة القدم للانضمام لأحد القطبين كما يتمنى ، وانضم مقابل 300 ألف جنيه ، لمدة 3 سنوات ونصف

## إحصائيات مشاركاته
آخر تحديث في 13 يوليو 2018

### مع الأندية
| الفريق      | الموسم    | الدوري  | الدوري | الكأس   | الكأس | البطولات القارية | البطولات القارية | الإجمالي | الإجمالي |
| الفريق      | الموسم    | مشاركات | أهداف  | مشاركات | أهداف | مشاركات          | أهداف            | مشاركات  | أهداف    |
| ----------- | --------- | ------- | ------ | ------- | ----- | ---------------- | ---------------- | -------- | -------- |
| طلائع الجيش | 2012–2013 | 6       | 1      | 4       | 0     | —                | —                | 10       | 1        |
| طلائع الجيش | 2013–2014 | 8       | 0      | 1       | 0     | —                | —                | 9        | 0        |
| طلائع الجيش | الإجمالي  | 14      | 1      | 5       | 0     | —                | —                | 19       | 1        |
| الداخلية    | 2014–2015 | 14      | 1      | 1       | 0     | —                | —                | 15       | 1        |
| الداخلية    | 2015–2016 | 11      | 1      | 0       | 0     | —                | —                | 11       | 1        |
| الداخلية    | الإجمالي  | 25      | 2      | 1       | 0     | —                | —                | 26       | 2        |
| سموحة       | 2015–2016 | 9       | 2      | 2       | 0     | —                | —                | 11       | 2        |
| سموحة       | 2016–2017 | 29      | 6      | 4       | 0     | 8                | 0                | 41       | 6        |
| سموحة       | 2017–2018 | 29      | 8      | 5       | 2     | —                | —                | 34       | 10       |
| سموحة       | الإجمالي  | 67      | 16     | 11      | 0     | 8                | 0                | 86       | 18       |

## الإنجازات
سموحة
- كأس مصر:
  - الوصيف (1): 2018[2]

## روابط خارجية
- حسام حسن عبد البديع على موقع قاعدة بيانات كرة القدم.إي يو (الإنجليزية)
- حسام حسن عبد البديع على موقع ناشيونال فوتبول تيمز (الإنجليزية)